# Pénestin
Pénestin, bretonisch Pennestin, ist eine französische Gemeinde im Département Morbihan in der Region Bretagne. Sie gehört zur Communauté d’agglomération de la Presqu’île de Guérande Atlantique.

## Lage
Der 2057 Einwohner (Stand 1. Januar 2022) zählende Ort liegt auf einer Halbinsel zwischen den Mündungsbereichen der Flüsse Vilaine im Norden und der Loire im Süden. Auf derselben Halbinsel, bereits in der benachbarten Region Pays de la Loire, liegt das historisch bedeutsame Guérande. Die Grenze zu Pays de la Loire und zum Département Loire-Atlantique verläuft kaum drei Kilometer südöstlich.
Bewohner von größeren Städten im Landesinneren wie Nantes oder Rennes haben Ferien- und Wochenendhäuser in Pénestin. Überwiegend werden diese an Urlauber vermietet. Aufgrund der Lage an der Küste und nahen touristischen Zielen ist die Nachfrage sehr groß.
Die Gemarkung reicht vom Meeresspiegel bis auf 38 m über dem Meer.

## Geschichte
Die Gemeinde wurde im Jahr 1790 gegründet. Traditionell gehörte Pénestin zur Kirchengemeinde von Assérac in Pays de la Loire. Obwohl es daher, genauso wie die benachbarten Dörfer Camoël und Férel, eher mit den Gemeinden weiter südlich zu tun hatte, fielen die drei Ortschaften an das Département Morbihan.
| 1962 | 1968 | 1975 | 1982 | 1989 | 1999 | 2006 | 2019 |
| ---- | ---- | ---- | ---- | ---- | ---- | ---- | ---- |
| 1031 | 1078 | 1192 | 1299 | 1394 | 1527 | 1777 | 2019 |

## Sehenswürdigkeiten
Der Strandabschnitt Plage de la Mine d´Or von Penestin gilt als Naturerbe und ist eine geologische Besonderheit. Verschiedene Erdschichten, wie Glimmerschiefer, Sand, Ton sowie Kaolin wurden dort abgelagert. Diese poröse Schicht bildet eine gelbe bis ockerfarbene Klippe. Der Dolmen von Méarzenne in Pénestin scheint als Steinbruch benutzt worden zu sein. Der Ort wird in dem Buch von Jean-François Polo und Élizabeth Santagreu: "100 Menhire und Dolmens auf der Halbinsel Guérandaise und in der Brière" erwähnt. Die Autoren sagen, dass es hier in der Vergangenheit acht Tumuli und einen großen Dolmen gab. Der etwa 2,0 × 1,4 × 0,5 m messende Menhir du Halguen steht nordwestlich des Ortes. Zur Gemeinde gehört die Île à Bacchus nahe der Pointe du Bile, mit einer Ibiskolonie.

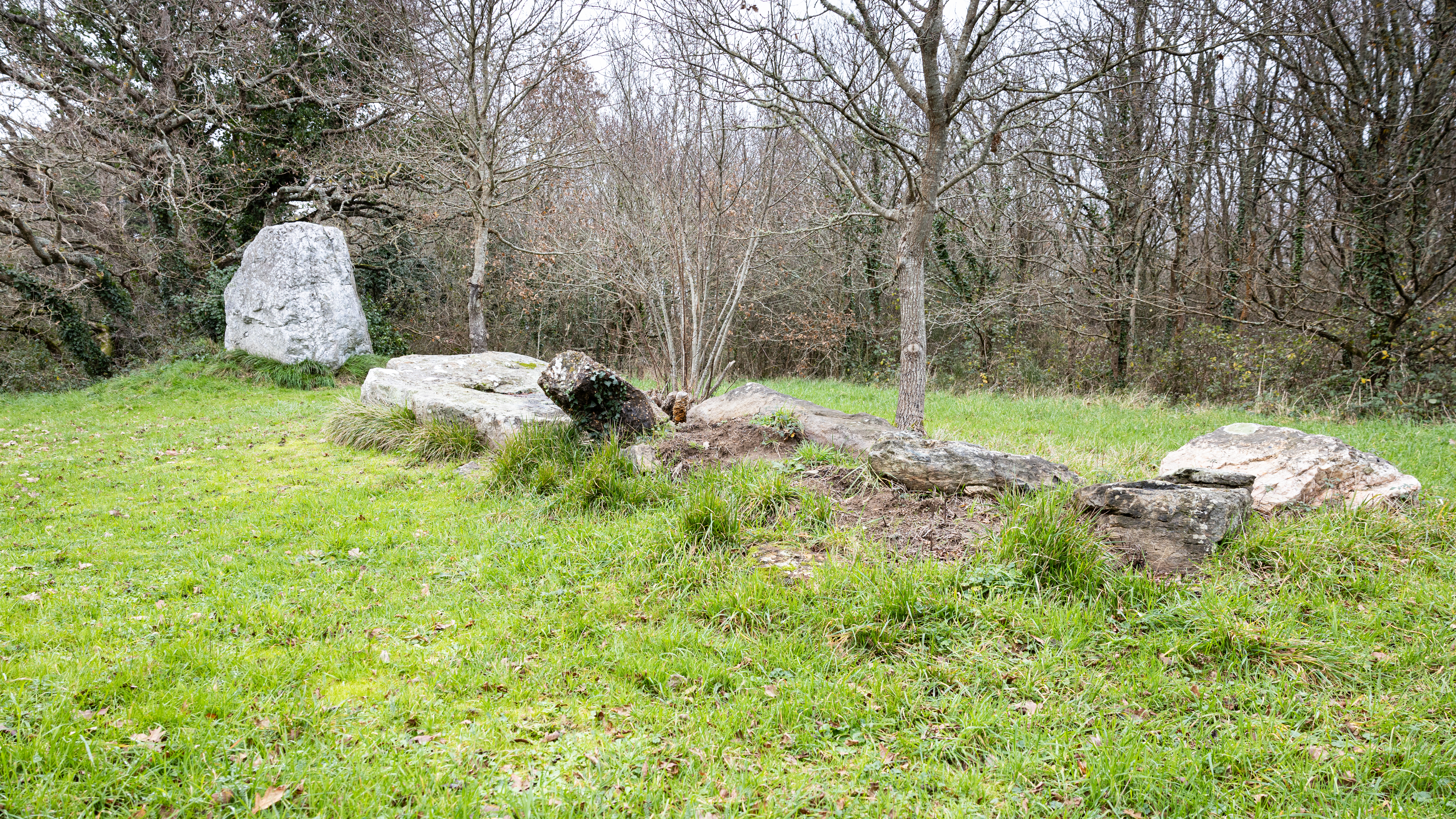
Der weiße Stein oder Dolmen und Menhir von Tréhiguier
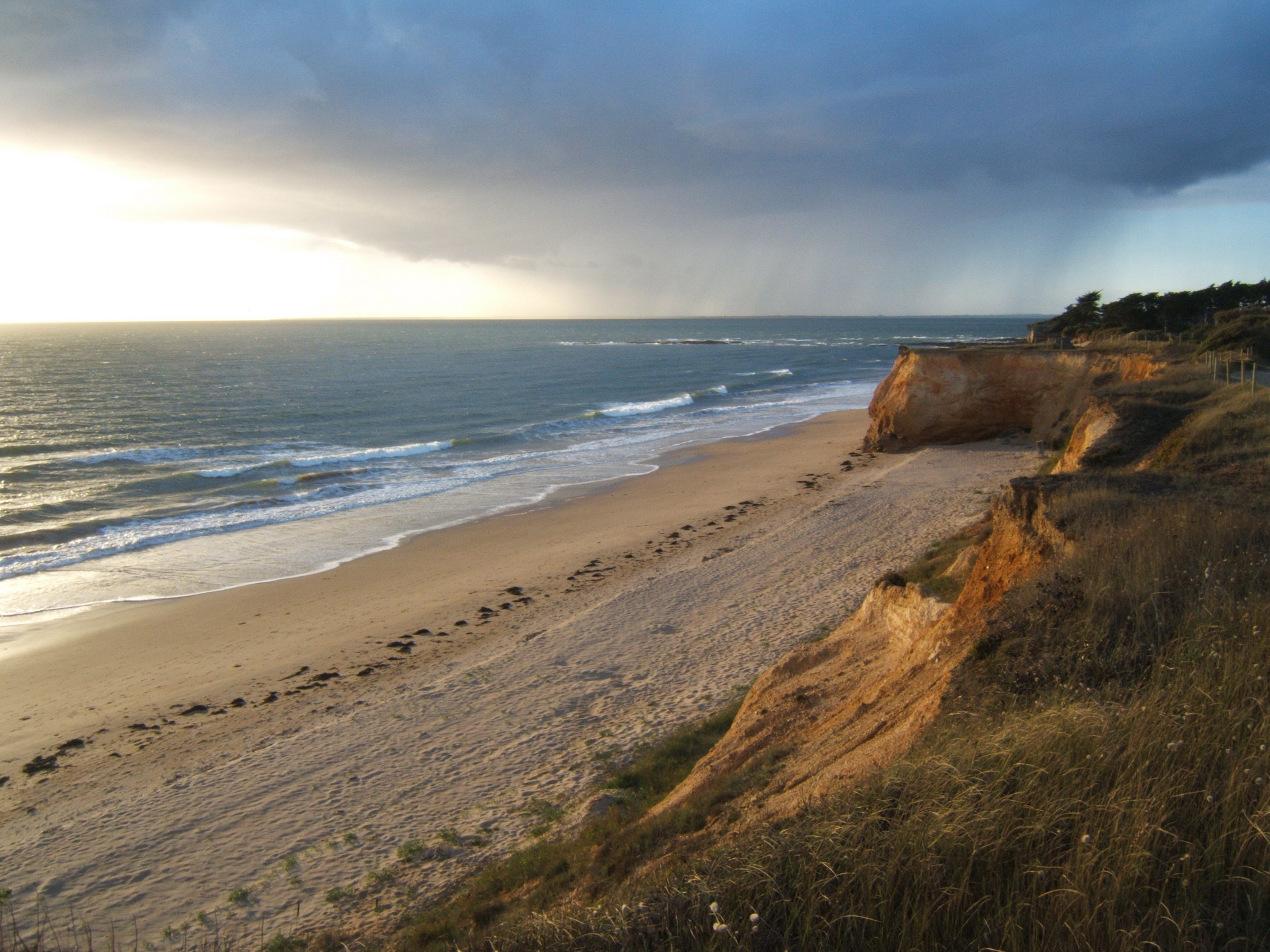
Strand von Pénestin
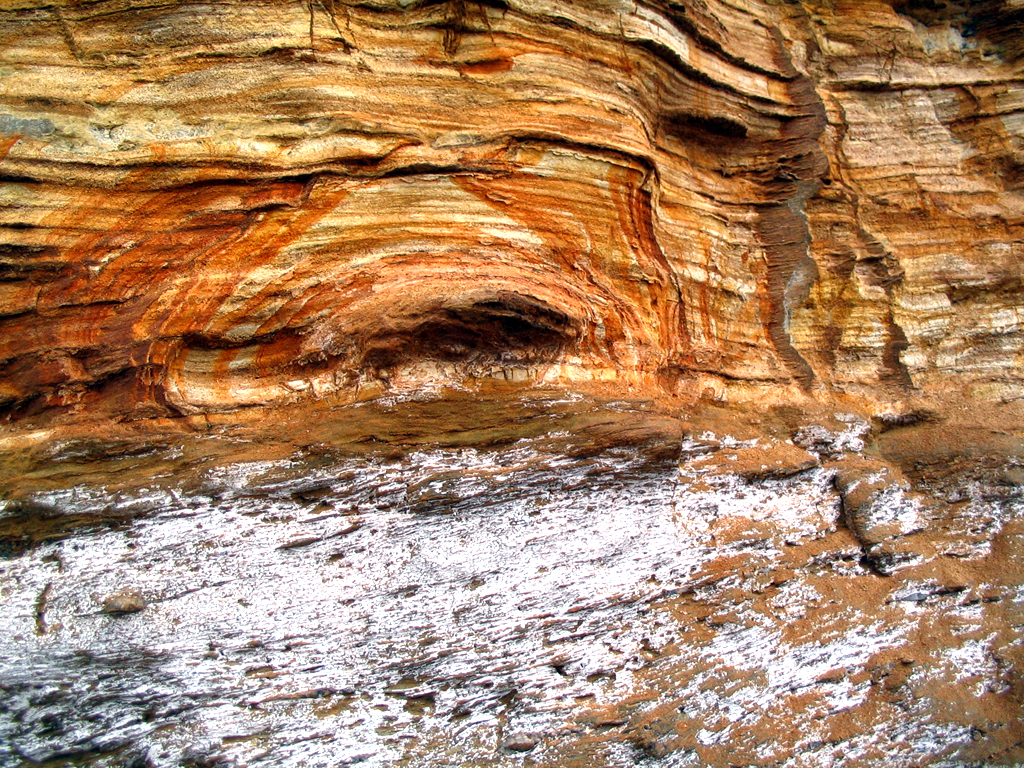
Liesegangsche Ringe an den Klippen
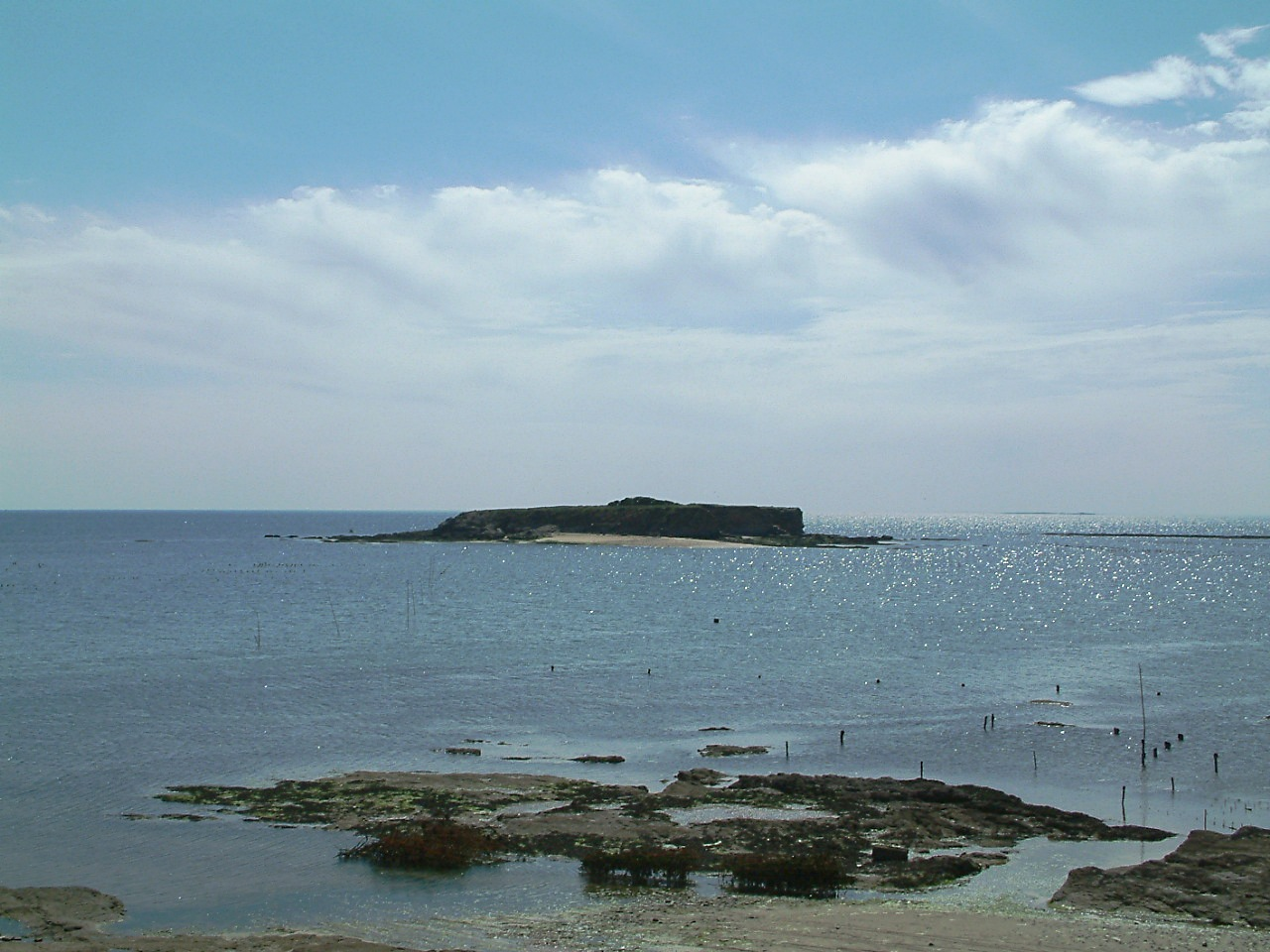
Île à Bacchus